# Eternal Sunshine of the Spotless Mind
Eternal Sunshine of the Spotless Mind is een Amerikaanse romantische sciencefictioncultfilm uit 2004, geschreven door Charlie Kaufman. De film werd geregisseerd door Michel Gondry, die het idee kreeg van de Franse kunstenaar Pierre Bismuth, die de synopsis voor de film bedacht en uitschreef.
De titel is ontleend aan het gedicht Eloisa to Abelard van Alexander Pope (1688-1744), over de tragische liefdesgeschiedenis van Héloïse en Petrus Abaelardus waarin alleen de vergetelheid de heldin troost biedt. Een citaat uit dit gedicht wordt in de film gebruikt door een van de acteurs.
How happy is the blameless vestal's lot!

The world forgetting, by the world forgot.

Eternal sunshine of the spotless mind!

Each pray'r accepted, and each wish resign'd;
Kaufman won voor het scenario een Oscar terwijl Kate Winslet voor dezelfde prijs werd genomineerd in de categorie 'beste hoofdrolspeelster'. De productie won daarnaast meer dan 35 andere filmprijzen, waaronder BAFTA Awards voor beste scenario en beste montage, tevens een Bram Stoker Award en een National Board of Review Award voor het script en een Saturn Award voor beste sciencefictionfilm.
De première van de film was op 9 maart 2004. 
De muziek is van Jon Brion met veelvuldig gebruik van het harmonisch merkwaardige lied "Everybody's Got to Learn Sometime" van The Korgis uit 1980.

## Verhaal
Tegenpolen Joel Barish (Jim Carrey) en Clementine Kruczynski (Kate Winslet) vielen twee jaar geleden als een blok voor elkaar. Joel is verlegen, saai en betrouwbaar. Clementine is vrijgevochten en onvoorspelbaar. De tegenstellingen in hun karakters zijn hen na verloop van tijd tegen gaan staan. Na weer een ruzie, wil Joel het op Valentijnsdag goed gaan maken met een cadeautje. Clementine lijkt te doen alsof zij niet meer weet wie hij is.
Joel komt er vervolgens achter dat Clementine een behandeling heeft ondergaan bij het bedrijf Lacuna, Inc., dat op haar verzoek al haar herinneringen aan hem heeft gewist. Daarop besluit hij om zelf eenzelfde behandeling te ondergaan. Voor het uitvoeren van de behandeling wordt eerst een bandopname gemaakt, waarin Joel al zijn herinneringen aan Clementine vertelt. Ook moet hij alle voorwerpen die aan haar herinneren inleveren, zoals foto's en cadeautjes. Het vervolg van de film vindt voor een groot deel plaats in de hersenen van Joel, waarin hij zijn herinneringen aan zijn relatie met Clementine herbeleeft tijdens het wissen.
Terwijl Joel 's nachts slaapt, komen Patrick (Elijah Wood) en Stan (Mark Ruffalo) zijn herinneringen aan Clementine wissen. Later voegt ook Stans collega van Lacuna, Mary (Kirsten Dunst) zich bij de twee geheugenwissers, die nauwelijks opletten en de machine op autopilot zetten. De machine die zij bedienen, wist Joel's herinneringen aan Clementine in volgorde van nieuw naar de oud, terwijl hij deze herbeleeft in zijn slaap. Daardoor maakt Joel een reis in zijn geheugen van de slechte en mindere momenten op het eind van de relatie, tot en met zijn betere en dierbaarste ervaringen met haar in het begin van de relatie. In zijn slaap beseffend wat er gebeurt, krijgt hij spijt en probeert hij het verwijderproces te stoppen om zo te voorkomen dat al zijn herinneringen aan Clementine in het niets verdwijnen. De werknemers van Lacuna, Inc. merken hier niets van omdat ze met andere dingen bezig zijn. Patrick heeft het te druk met zijn eigen verliefdheid op Clementine, die hij probeert te imponeren met informatie die hij uit Joel's geheugen 'leent'. Mary flirt met Stan. Intussen drinken zij de drank van Joel.
Op een gegeven moment is Joel in zijn slaap ontsnapt aan het wissen van de herinneringen. Stan belt de baas van Lacuna, dr. Howard Mierzwiak (Tom Wilkinson) uit bed. Hij komt de procedure weer starten. Maar terwijl hij bezig is begint Mary met hem, een getrouwde man, te flirten. Howards vrouw komt langs en vertelt Mary dat zij eerder een relatie heeft gehad met Howard. Toen die relatie stukliep heeft Howard bij haar de herinneringen daaraan gewist.
Tijdens al deze nachtelijke verwikkelingen lukt het Howard ten slotte om de herinneringen van Joel Barish aan Clementine te wissen. Maar Joel onthoudt wel dat hij naar een bepaalde badplaats, Montauk, moet gaan, want dat heeft Clementine tegen hem gezegd in zijn droom, bij het wissen van de laatste herinnering aan haar.

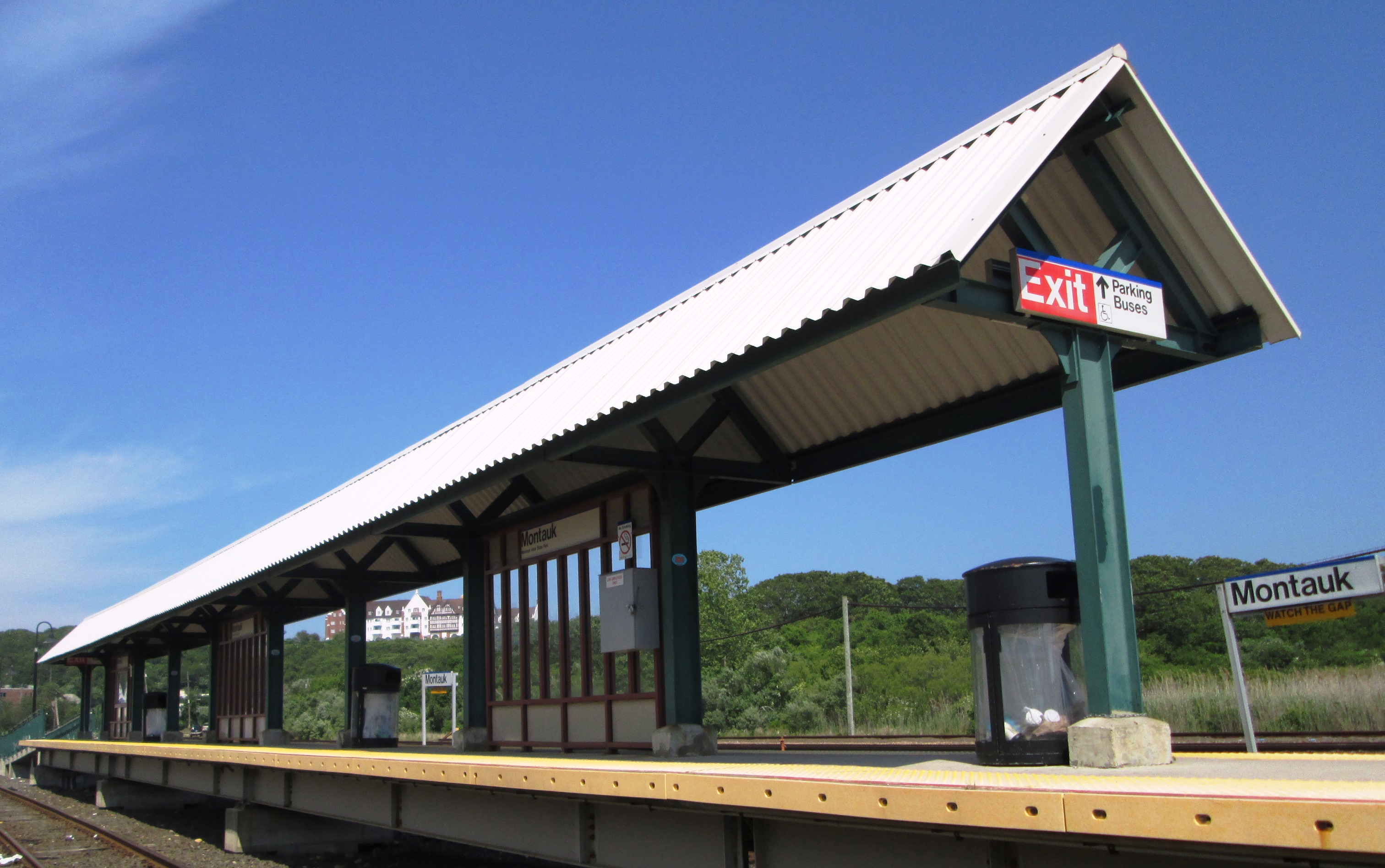
Het station van Montauk waar Joel en Clementine elkaar ontmoeten.

Na een wandeling over het strand van Montauk, ontmoet hij Clementine weer op het station. De relatie lijkt opnieuw te beginnen. Maar inmiddels heeft Mary spijt gekregen van haar werk bij dr. Mierzwiak. Ze heeft informatie over het wissen van hun herinneringen gestolen en uit wraak toegestuurd aan de klanten, ook aan de twee hoofdpersonen. Joel en Clementine beluisteren de opnames die zijn gemaakt en beseffen dat ze een eerdere relatie hebben gehad met elkaar, maar dat de herinneringen daaraan zijn gewist. De film eindigt zonder dat de kijkers weten of ze het nu beter zullen gaan doen. Leren ze van de gemaakte fouten of zullen ze in dezelfde valkuilen gaan vallen?

## Citaat van Nietzsche
In de film citeert Mary een tekst van Nietzsche uit de citatenverzameling Bartlett's Familiar Quotations: 

Blessed are the forgetful, for they get the better even of their blunders

de Engelse vertaling van het Duitstalige origineel 

Selig sind die Vergesslichen, denn sie werden auch mit ihren Dummheiten fertig.“

## Rolverdeling
- Jim Carrey - Joel Barish
- Kate Winslet - Clementine Kruczynski
- Elijah Wood - Patrick
- Mark Ruffalo - Stan
- Kirsten Dunst - Mary Svevo
- Tom Wilkinson - Dr. Howard Mierzwiak